# Manuel Bento Rodrigues da Silva
Manuel Bento Rodrigues da Silva, C.S.J.E. (Vila Nova de Gaia, 25 de Dezembro de 1800 – Lisboa, 26 de Setembro de 1869) foi o décimo Patriarca de Lisboa com o nome de D. Manuel I.
Foi sucessivamente arcebispo titular de Mitilene (1845), 55.º Bispo de Coimbra e 20.º Conde de Arganil (em 1851), e por fim Patriarca de Lisboa em 1858; nesse ano foi também feito Cardeal pelo Papa Pio IX.

## Biografia

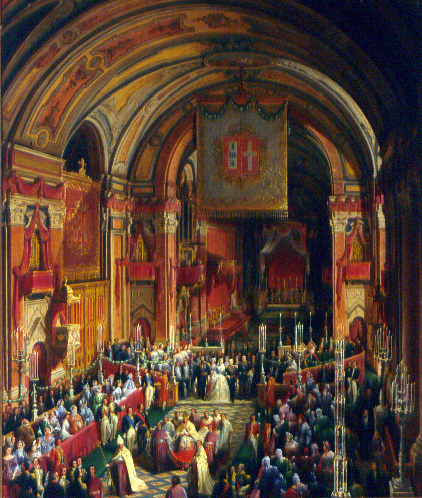
A ratificação do casamento de D. Luís I e de D. Maria Pia em 1862. D. Manuel pode ser visto saindo da igreja em procissão.

Nasceu na Rua Direita, em Santa Marinha de Vila Nova de Gaia, em 25 de Dezembro de 1800, no seio de uma família da pequena burguesia local, sendo filho de José Bento Rodrigues Guimarães e de sua mulher Ana de São José.
Ficou órfão de pai antes de completar 5 anos. Entrou na Congregação dos Cónegos Seculares de São João Evangelista em uma idade muito jovem, tendo professado no Convento do Beato António, em Lisboa. Após o noviciado, foi para a escola de sua ordem em Coimbra. Tirou o título de doutorado em Teologia pela Faculdade de Teologia da Universidade de Coimbra, em 30 de Julho de 1826.
Foi iniciado na Maçonaria afecta ao Grande Oriente Lusitano.
Foi ordenado em 11 de Março de 1826. Em Coimbra, foi professor de história da Escola de Artes, por dez anos professor de teologia da sua universidade, membro do conselho executivo do ensino primário e secundário. Pastor em paróquias da diocese do Porto. Vigário capitular de Elvas e de Castelo Branco, de 1841 a 10 de Setembro de 1844. Foi Provisor e vigário-geral de Lisboa em 1844.
Eleito arcebispo-titular de Mitilene e nomeado arcebispo-auxiliar de Lisboa em 24 de Novembro de 1845, foi consagrado em 22 de Fevereiro de 1846, na Igreja de São Vicente de Fora, pelo cardeal Guilherme Henriques de Carvalho, patriarca de Lisboa. Transferido para a Sé de Coimbra, com o título pessoal de arcebispo em 15 de Março de 1852, torna-se Conde de Arganil.
Promovido à sé patriarcal de Lisboa em 18 de Março de 1858, foi criado cardeal-presbítero em 25 de Junho, sem no entanto ter recebido o galero e um titulus em Roma, mas recebeu de D. Pedro V na Basílica do Sagrado Coração de Jesus em Lisboa seu barrete. Como máxima figura eclesiástica do país, oficializou os casamentos de D. Pedro V com D. Estefânia, e de D. Luís com D. Maria Pia.
Faleceu em 26 de Setembro de 1869 e foi sepultado na Igreja de São Vicente de Fora. Desde meados do século XX que o seu corpo se encontra no Panteão dos Patriarcas de Lisboa.

## Ordenações episcopais
Foi o principal sagrante dos seguintes bispos:
- Inácio do Nascimento Morais Cardoso
- João Crisóstomo de Amorim Pessoa
- Manuel de Santa Rita Barros
- António da Trindade de Vasconcelos Pereira de Melo

## Condecorações
- Grã-Cruz da Ordem Militar de Sant'Iago da Espada de Portugal;[1]
- Grã-Cruz da Ordem Militar da Torre e Espada de Portugal;[1]
- Grã-Cruz da Ordem da Coroa da Saxónia do Reino da Saxónia;[1]
- Grande-Colar da Ordem dos Santos Maurício e Lázaro de Itália.[1]